# Бельково (деревня, Киржачский район)
Бельково — деревня в Киржачском районе Владимирской области России, входит в состав Горкинского сельского поселения.

## География
Деревня расположена в 1,5 км на север от центра поселения посёлка Горка и в 13 км на север от райцентра города Киржач, в 1,5 км от ж/д станции Бельково на линии Александров — Иваново.

## История
В XIX — начале XX века деревня входила в состав Махринской волости Александровского уезда, с 1926 года — в составе Киржачской волости. В 1859 году в деревне числилось 27 дворов, в 1905 году — 28 дворов, в 1926 году — 54 двора.
С 1929 года деревня являлась центром Бельковского сельсовета Киржачского района, с 1971 года — в составе Илькинского сельсовета, с 2005 года — в составе Горкинского сельского поселения.

## Население
| 1859 | 1905 | 1926 | 2002 | 2010 | 2021 |
| ---- | ---- | ---- | ---- | ---- | ---- |
| 161  | ↗173 | ↗244 | ↘44  | ↗91  | ↘34  |